# ماراتن لندن
ماراتون لندن یک مسابقه دو مسافت است که در لندن برگزار می‌شود و بخشی از رقابت‌های بزرگان دو ماراتون است. نخستین ماراتون لندن در ۲۹ مارچ ۱۹۸۱ برگزار شد. این ماراتون هر سال بهار برگزار می‌شود.

## مسیر مسابقه
این ماراتون در یک زمین مسطح در کنار رود تیمز به طول ۴۲٫۱۹۵ کیلومتر برگزار می‌شود .

## نتایج
ماراتون لندن یکی از شش مسابقه اصلی مسابقات بزرگان ماراتون جهان همراه با میلیون‌ها جایزه است. اولین برنده ماراتون لندن یک آمریکایی به نام Dick Beardsley در سال ۱۹۸۱ بود.